# Itahipeus
Itahipeus är ett släkte av steklar. Itahipeus ingår i familjen finglanssteklar.
Kladogram enligt Catalogue of Life:
| Itahipeus | \| \| Itahipeus brasilicola \| \| \| \| \| \| Itahipeus euryceps \| \| \| \| |
|           | \| \| Itahipeus brasilicola \| \| \| \| \| \| Itahipeus euryceps \| \| \| \| |
|           | Itahipeus brasilicola                                                        |
|           |                                                                              |
|           | Itahipeus euryceps                                                           |
|           |                                                                              |